# Brecha del orgasmo
La brecha del orgasmo, brecha orgásmica o brecha del placer, es un fenómeno social que se refiere a la disparidad general entre hombres y mujeres (sean heterosexuales, homosexuales o bisexuales), en términos de satisfacción sexual. Más específicamente, la frecuencia desigual en la consecución del orgasmo durante los encuentros sexuales. De todos los grupos demográficos estudiados, las mujeres son las que con menor frecuencia alcanzan el orgasmo y los investigadores especulan que existen múltiples factores que pueden contribuir a la brecha del orgasmo. Laurie Mintz, investigadora de la brecha orgasmica, sostiene que la razón principal de esta forma de desigualdad de género se debe a «nuestra ignorancia cultural del clítoris» y que es común «etiquetar erróneamente los genitales de las mujeres por la parte (refiriéndose a la vagina) que les da a los hombres, pero no a las mujeres, orgasmos confiables».

## Antecedentes de investigación
El Informe Kinsey de 1953, titulado Comportamiento sexual en la mujer humana, observó las «diferencias en las frecuencias de los orgasmos» entre las mujeres estadounidenses solteras (223 orgasmos en promedio antes del matrimonio, con un 36% nunca habiendo tenido un orgasmo antes del matrimonio; el 10% de todas las mujeres en el estudio dijeron que nunca habían tenido un orgasmo en ningún período de sus vidas) y los hombres (1523 orgasmos en promedio antes del matrimonio; todos los hombres en el estudio informaron haber tenido un orgasmo antes de casarse). En 1990, los autores se referían a la disparidad de género observada por Kinsey et al. en las experiencias sexuales como la "brecha del orgasmo", citando como ejemplo las tasas de orgasmo prematrimonial por género. Mientras tanto, Masters y Johnson (1966) sugirieron que las mujeres lesbianas tenían más orgasmos que las mujeres heterosexuales.
Un estudio realizado en 1994 por Laumann et al. sobre las prácticas sexuales en los Estados Unidos reveló que el 75,0% de los hombres y el 28,6% de las mujeres siempre tenían orgasmos con su cónyuge, mientras que el 40,2% de los hombres y el 79,7% de las mujeres pensaban que su cónyuge siempre tenía orgasmos durante las relaciones sexuales. Estas tasas eran diferentes en las relaciones heterosexuales no matrimoniales (relaciones heterosexuales de cohabitación, de larga duración y de corta duración), con tasas que aumentaban hasta el 80,5% en el caso de los hombres y el 43,0% en el de las mujeres que orgasmaban durante las relaciones sexuales con sus parejas de corta duración, y el 69,3% en el caso de los hombres y el 82,6% en el de las mujeres que pensaban que sus parejas de corta duración siempre llegaban al orgasmo. Las escritoras feministas estadounidenses Marcelle Karp y Debbie Stoller (1999) se refirieron vagamente a la estadística «75/29» como evidencia de que existía la brecha, y para argumentar que se necesitaban más esfuerzos para emancipar sexualmente a las mujeres, porque «hay muchas mujeres que seguramente aún no se están divirtiendo».
La mayor revisión sistemática realizada hasta la fecha resume todos los estudios de encuesta disponibles sobre la diferencia de orgasmos entre hombres y mujeres en el sexo heterosexual: Las 20 encuestas incluidas se basan en los autoinformes de 49.940 mujeres y 48.329 hombres. Muestran que, por lo general, entre el 30% y el 60% de las mujeres afirman alcanzar el orgasmo, en contraste con entre el 70% y el 100% de los hombres. Dependiendo del contexto del encuentro (por ejemplo, tipo y duración de la relación, lugar de las relaciones sexuales, actividad sexual), el tamaño de la brecha del orgasmo varía del 20% al 72% en detrimento de las mujeres. Las diez encuestas representativas de la población incluidas arrojan una brecha media ponderada del orgasmo del 30%.
Los estudios sugieren que hay una simplificación excesiva en la comprensión de la brecha del orgasmo en investigaciones anteriores. En primer lugar, al centrarse en la cantidad de orgasmos se descuidan otras dimensiones relevantes del fenómeno, como la duración y la calidad del orgasmo. En segundo lugar, la piedra angular de la propia brecha, el patrón binario de diferenciación por sexos aplicado hasta ahora, ha quedado obsoleto, como es sabido.

## Factores contribuyentes

### Comportamiento sexual y el orgasmo
Los datos de la investigación sobre el comportamiento sexual indican que menos del 30% de las mujeres alcanza el orgasmo durante la actividad sexual mixta, mientras más 90% de los hombres normalmente lo hacen. Durante los encuentros sexuales en pareja, las tasas de orgasmo de los hombres no varían según la orientación sexual de cada uno; sin embargo, las lesbianas o las mujeres que tienen sexo con mujeres reportan tasas de orgasmo significativamente altas (hasta 83%) comparadas con aquellas que tienen sexo con hombres. Esta variación entre las mujeres se ve influenciada por la priorización de la estimulación del clítoris durante los encuentros sexuales exclusivamente femeninos. Se ha determinado que para la mujer, dicha estimulación es el método más confiable para alcanzar el orgasmo, y casi todas las mujeres requieren algún tipo de estimulación del clítoris para lograr el orgasmo. Por el contrario, el coito PIV o la penetración vaginal no produce de manera confiable un orgasmo en las mujeres. Los estudios han revelado que las mujeres fingen llegar al orgasmo durante el coito o penetración vaginal más que durante cualquier otra práctica sexual.
Las investigadoras feministas acreditan al llamado «falocentrismo», y en especifico, al «coitocentrismo» de las parejas mixtas, como uno de los principales contribuyentes a la brecha del orgasmo; múltiples estudios sobre comportamiento y actitudes sexuales han concluido que las parejas mixtas priorizan la penetración (PIV) y la satisfacción de los hombres, dando a entender que se trata de algo social y cultural. A su vez, esto contribuye a que la conducta de fingir un orgasmo sea más frecuente entre las mujeres que entre los hombres: como parece existir «un guion sexual según el cual las mujeres deben llegar al orgasmo antes que los hombres, y los hombres son responsables de los orgasmos de las mujeres», una mujer puede sentirse presionada a fingir un orgasmo antes de que su pareja masculina llegue al orgasmo para apaciguarlo y evitar herir sus sentimientos.
Los estudios sobre la cultura de las relaciones heterosexuales en las universidades encontraron que «tanto los hombres como las mujeres informaron que los hombres generalmente no se preocupan por el placer de las mujeres en las relaciones, pero ambos informaron que los hombres están muy atentos al placer de las mujeres en las relaciones». Los resultados muestran que las mujeres tenían menos probabilidades de alcanzar el orgasmo durante el sexo casual que durante el sexo relacional; esta diferencia se atribuyó a una mayor presencia general de estimulación del clítoris enfocada y a la disposición de los hombres a realizar cunnilingus durante la relación sexual. Sin embargo, un estudio encontró que el cunnilingus no era significativamente más probable que ocurriera en las relaciones establecidas que en los encuentros casuales.
Las investigaciones también han encontrado que las diferencias de género en los derechos sexuales podrían ser un factor. Un estudio de 2021 encontró que la gente generalmente creía que los hombres tenían más «derecho» a un orgasmo que las mujeres durante una relación sexual.

### Sexismo científico
En un estudio de 2006, la filósofa de la ciencia Elisabeth Lloyd revisó los estudios más destacados sobre la sexualidad femenina y sostiene que el orgasmo femenino se ha visto afectado por la cuestionable integridad científica de cada uno de estos estudios, ya que se basan consistentemente en suposiciones androcéntricas sobre el cuerpo femenino. La académica feminista Angela Towne (2019) postula que «el enfoque históricamente androcéntrico en el canal vaginal como principal órgano sexual femenino ha ayudado a crear una brecha de orgasmo basada en el género durante las relaciones sexuales en pareja».
Los académicos han destacado que en los diccionarios, textos de anatomía, textos de educación sexual, y textos de ginecología, la vagina se cita con mayor frecuencia como la principal zona erógena femenina, mientras que el clítoris se ha omitido o sólo se describe brevemente. En un metanálisis de 2005 de la literatura sobre anatomía destinada a profesionales médicos, O'Connell et al. determinó que «la descripción típica de un libro de texto de anatomía carece de detalles, describe completamente la anatomía masculina y sólo ofrece las diferencias entre la anatomía masculina y femenina en lugar de una descripción completa de la anatomía femenina». O'Connell et al comentan que «la anatomía del clítoris no ha sido estable con el tiempo, como sería de esperar. En gran medida su estudio ha estado dominado por factores sociales. El clítoris es una estructura sobre la cual se proporcionan pocos diagramas y descripciones mínimas... Un estudio específico de los textos de anatomía a lo largo del siglo XX reveló que los detalles de los diagramas genitales presentados a principios de siglo se omitieron posteriormente en textos posteriores. Estos ejemplos, particularmente con el contexto del descubrimiento y re-descubrimiento del clítoris, indican que la evolución de la anatomía femenina a lo largo del siglo XX se produjo como resultado de una eliminación activa y no de una simple omisión en aras de la brevedad». Gabriele Falloppio describió el clítoris en 1561, destacando el hecho de que "los anatomistas modernos lo han descuidado por completo", sin embargo, sus colegas descartaron sistemáticamente sus hallazgos; Andreas Vesalius afirmó que se trataba de una «parte nueva e inútil» que no tenía ninguna función en «mujeres sanas». Los anatomistas posteriores, incluido Regnier de Graaf en el siglo XVII, también proporcionaron una descripción completa, aunque su trabajo también fue ignorado o suprimido. No fue hasta 1998 que la ciencia convencional estuvo dispuesta a reconocer la importancia del clítoris debido al innovador trabajo de O'Connell et al que reveló el verdadero alcance del tamaño y la complejidad a través de la tecnología de resonancia magnética.

### Socialización

#### Asertividad y comunicación
En general, se ha asociado a las mujeres con un menor grado de asertividad sexual en comparación con los hombres y esto suele ir en detrimento de la propia satisfacción sexual. Se ha propuesto que, para las mujeres, la masturbación es un medio eficaz para descubrir las propias preferencias y poder comunicarlas a sus parejas sexuales. La comunicación en la que uno es capaz de articular sus necesidades o intereses sexuales, junto con tener una pareja receptiva a los mismos, son aspectos instrumentales de las relaciones sexuales satisfactorias. Existe una tendencia a que la comunicación sexual abierta sea baja o inexistente entre aquellas parejas que experimentan dificultades para alcanzar el orgasmo. Las mujeres que tienen dificultades para alcanzar el orgasmo informan que pueden ocultarlo a su pareja comunicando incorrectamente su satisfacción sexual, algo que generalmente ocurre por motivos de vergüenza o miedo al juicio. Además, se ha observado que «varias mujeres consideran que su propio orgasmo es más importante para sus parejas (es decir, para comunicar su disfrute de una experiencia sexual) que para su propio placer» y que la presión existente de producir un orgasmo para la pareja masculina durante la actividad sexual es una barrera para que realmente lleguen al orgasmo.

#### Educación sexual
El aspecto del placer generalmente se pasa por alto en la educación sexual que se presenta a los jóvenes; en cambio, la gran mayoría del contenido se ocupa principalmente de la salud reproductiva y se centra en medidas preventivas para embarazos no deseados e infecciones de transmisión sexual. Por lo general, solo se hace referencia a los procesos fisiológicos del placer (como la excitación, el orgasmo o la eyaculación) en un contexto reproductivo, y no con el único propósito de generar placer; la razón principal de esto es que estos componentes del placer se consideran necesarios en los cuerpos masculinos para poder concebir. Alternativamente, las áreas del cuerpo que conducen al placer femenino (el clítoris, las esponjas perineales o uretrales) no están vinculadas con la concepción y, por lo tanto, han sido ignoradas en gran medida de los planes de estudio de educación sexual y, en cambio, solo se enseñan los órganos internos femeninos en las aulas. Los académicos afirman que «la falta de una comprensión coherente del placer hace que la implementación del placer sea abrumadora e inaccesible para los educadores y puede explicar por qué la investigación académica sobre el placer no ha logrado llegar al mundo práctico de las aulas de educación sexual». La autoexploración sexual también es un tema que comúnmente no se aborda en el aula, sin embargo, «investigaciones anteriores indican que incluir la masturbación en la educación sexual puede mejorar las actitudes hacia la masturbación y desacreditar mitos o creencias falsas». Un estudio sobre el conocimiento sexual de los estudiantes universitarios encontró que más del 60% de los estudiantes tenían la falsa creencia de que el clítoris se encuentra dentro del canal vaginal.

#### Medios y pornografía
La actividad heterosexual representada en los principales medios de comunicación y en la pornografía se centra predominantemente en el placer masculino y a menudo incluye mitos sexuales que pueden influir en la construcción de la propia comprensión de lo que constituye un comportamiento sexual normal/típico. El orgasmo femenino, tal como lo presentan los medios de comunicación y la pornografía, promueve regularmente una imagen falsa en la que las mujeres tienen un orgasmo únicamente mediante la penetración. Los investigadores concluyen que esta idea puede contribuir a expectativas poco realistas sobre qué métodos de actividad sexual son necesarios para que las mujeres alcancen el orgasmo en sus encuentros de la vida real.
El deseo de las espectadoras de pornografía de ver lo que quieren ver, incluidas las actrices femeninas en la pantalla que tenían orgasmos reales en lugar de falsos, fue uno de los principales factores que llevaron al aumento de la pornografía feminista en las décadas de 1980 y 1990 en América y Europa. Según la escritora feminista y activista pro-pornografía Tristan Taormino (2013), «en el porno feminista, el deseo, el placer y el orgasmo femenino son priorizados y celebrados. Cuando el sexo en la pantalla representa la experiencia de los actores, y esa experiencia está configurada para ser positiva y de apoyo, el sexo se presenta como alegre, divertido, seguro, mutuo y satisfactorio».

## Soluciones
Existe un creciente conjunto de investigaciones e innovaciones tecnológicas que buscan disminuir la brecha del orgasmo heterosexual. Un estudio realizado en 2021 tuvo como objetivo crear terminología en torno a las técnicas de estimulación del clítoris que ya utilizan las mujeres para brindar a las parejas sexuales una mejor conciencia y vocabulario con el que comunicarse durante las relaciones sexuales.
El estudio, que fue financiado por la compañía de salud íntima detrás del sitio web de educación sexual OMGYes que trabaja con investigadores sexuales y fue publicado en PLOS ONE, utilizó datos de más de 3.000 mujeres en los EE. UU. para saber qué descubrimientos habían hecho para hacer del sexo algo más placentero. Luego se analizaron las entrevistas y se acuñaron los nombres de las cuatro técnicas más mencionadas: pesca con caña, balanceo, somerimiento y emparejamiento. El 87,5% de las mujeres utiliza la inclinación, que consiste en girar o elevar la pelvis durante la penetración para ajustarla. Alrededor del 76% utilizó el balanceo, en el que la base de un pene o juguete sexual roza el clítoris de forma constante durante la penetración, en lugar de empujar hacia dentro y hacia fuera. El 84% de las mujeres recurrió a la penetración superficial, en la que el contacto se experimenta con herramientas, dedos, penes o labios justo dentro de la entrada de la vagina, y el 69,7% recurrió al emparejamiento, en el que una mujer o su pareja introducen la mano para estimular el clítoris al mismo tiempo que se produce la penetración.
El Dr. Devon Hensel, uno de los coautores del estudio, le dijo a la BBC que «la investigación sexual como campo ha existido durante más de 100 años y era realmente incomprensible para nosotros como investigadores que no hubiera nombres para estas cosas. Y cuando algo no tiene nombre, casi se vuelve indecible».